# Saint-Gorgon (Morbihan)
 Saint-Gorgon  (en bretón Sant-Gorgon) es una población y comuna francesa, situada en la región de Bretaña, departamento de Morbihan, en el distrito de Vannes y cantón de Allaire.

## Demografía
| 384 | 424 | 429 | 403 | 377 | 346 |
| Para los censos de 1962 a 1999 la población legal corresponde a la población sin duplicidades (Fuente: INSEE [Consultar]) |     |     |     |     |     |